# Guraleus incrusta
Guraleus incrusta é uma espécie de gastrópode do gênero Guraleus, pertencente a família Mangeliidae.